# Daniel F. Galouye

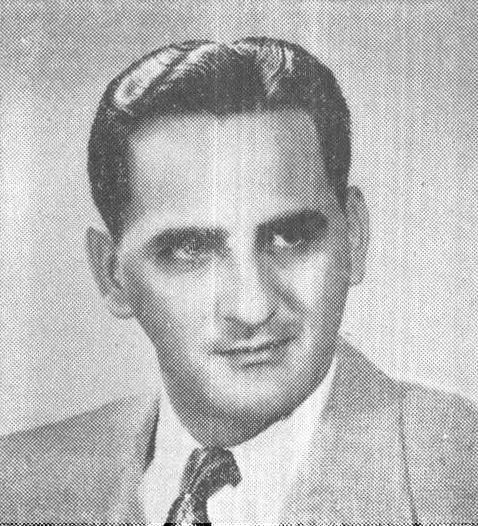
Daniel F. Galouye

Daniel Francis Galouye (ur. 11 lutego 1920, zm. 7 września 1976) – amerykański pisarz, autor powieści i opowiadań z gatunku science-fiction. Na kanwie jego powieści Simulacron-3 nakręcono filmy "Świat na drucie" (niem. Welt am Draht) oraz "Trzynaste piętro".

## Powieści
- The Infinite Man (1973)
- A Scourge of Screamers (1968)
- Simulacron-3 (1964)
- Lords of the Psychon (1963)
- Dark Universe (1961)(powieść nominowana do Nagrody Hugo)